# 黒騎士 (1952年の映画)
『黒騎士』（くろきし、原題：Ivanhoe）は、1952年に製作・公開されたイギリス・アメリカ映画である。（撮影は1951年）

## 概要
ウォルター・スコットの小説『アイヴァンホー』の映画化であり、リチャード・ソープが監督、ロバート・テイラーとエリザベス・テイラー、ジョーン・フォンテインが主演した。
テクニカラー作品として撮影され、イングランドのエルストリー撮影所でセット撮影が行われている。

## キャスト
※括弧内は日本語吹替（初回放送1974年1月24日 東京12チャンネル『木曜洋画劇場』）
- アイヴァンホー（黒騎士）：ロバート・テイラー（納谷悟朗）
- レベッカ：エリザベス・テイラー（武藤礼子）
- ロウィーナ：ジョーン・フォンテイン（里見京子）
- ド・ボワ＝ギルベール：ジョージ・サンダース（田口計）
- ワンバ：エムリン・ウィリアムズ
- セドリック：フィンレイ・カリー（塩見竜介）

## スタッフ
- 監督：リチャード・ソープ
- 製作：パンドロ・S・バーマン
- 脚色：イーニアス・マッケンジー
- 脚本：ノエル・ラングリー
- 音楽：ミクロス・ローザ
- 撮影：フレディ・ヤング
- 編集：フランク・クラーク
- 美術：アルフレート・ユンゲ
- 衣裳：ロジャー・K・ファース
- 録音：A・W・ワトキンス

## 映画賞ノミネーション
- アカデミー作品賞
- アカデミー撮影賞（カラー）：フレディ・ヤング
- アカデミー作曲賞（劇・喜劇映画）：ミクロス・ローザ
- ゴールデングローブ賞作曲賞：ミクロス・ローザ